# 1539 Borrelly
1539 Borrelly este un asteroid din centura principală, descoperit pe 29 octombrie 1940, de André Patry.